# ゼロフォノン線とフォノンサイドバンド
局在中心の光吸収スペクトルの形状関数は、温度がT=0の時は次のように書ける。
{\displaystyle A(\hbar \omega )\propto \sum _{m}F_{m0}\delta (\hbar \omega -W_{00}-m\hbar \omega _{v})}
m = 0, 1, 2, ...のものをそれぞれゼロフォノン線、1フォノン線、2フォノン線、...と呼ぶ。ここで
{\displaystyle F_{m0}=e^{-S}{\frac {S^{m}}{m!}}}
{\displaystyle S={\frac {W_{LR}}{\hbar \omega _{v}}}}
であり、Sはホアン=リー因子と呼ばれる。
全吸収強度の中でゼロフォノン線の強度が占める割合は、デバイ‐ワラー因子と呼ばれ、これは絶対温度をT、フォノンの平均占有数を<n>とすると{\displaystyle e^{-S(1+2\langle n\rangle )}}で与えられる。
ゼロフォノン線以外はフォノンの同時遷移を伴うものであるが、実際にはいろいろな振動数のフォノンがあり、それらの関係する線は重なってバンドとなるため、これをフォノンサイドバンドと呼ぶ。